# Celeirós, Aveleda e Vimieiro
Celeirós, Aveleda e Vimieiro (oficialmente: União das Freguesias de Celeirós, Aveleda e Vimieiro) é uma freguesia portuguesa do município de Braga, com 7,57 km² de área e 6742 habitantes (censo de 2021). A sua densidade populacional é 890,6 hab./km².

## História
Foi constituída em 2013, no âmbito de uma reforma administrativa nacional, pela agregação das antigas freguesias de Celeirós, Aveleda e Vimieiro. e tem a sede em Celeirós

## Demografia
A população registada nos censos foi:
| Distribuição da População por Grupos Etários | Distribuição da População por Grupos Etários | Distribuição da População por Grupos Etários | Distribuição da População por Grupos Etários | Distribuição da População por Grupos Etários | Distribuição da População por Grupos Etários |
| -------------------------------------------- | -------------------------------------------- | -------------------------------------------- | -------------------------------------------- | -------------------------------------------- | -------------------------------------------- |
| Antes da agregação                           |                                              |                                              |                                              |                                              |                                              |
| Ano                                          | 0-14 anos                                    | 15-24 anos                                   | 25-64 anos                                   | >= 65 anos                                   | Total                                        |
| 2001                                         | 1274                                         | 1075                                         | 3425                                         | 608                                          | 6382                                         |
| 2011                                         | 1074                                         | 852                                          | 3938                                         | 807                                          | 6671                                         |
| Após a agregação                             |                                              |                                              |                                              |                                              |                                              |
| Ano                                          | 0-14 anos                                    | 15-24 anos                                   | 25-64 anos                                   | >= 65 anos                                   | Total                                        |
| 2021                                         | 940                                          | 763                                          | 3749                                         | 1290                                         | 6742                                         |